# Utricularia mangshanensis
Utricularia mangshanensis är en tätörtsväxtart som beskrevs av G.W.Hu. Utricularia mangshanensis ingår i släktet bläddror, och familjen tätörtsväxter. Inga underarter finns listade i Catalogue of Life.